# Ухвати ритам (филм)
Ухвати ритам (енгл. Step Up) амерички је љубавни филм из 2006. године, у режији Ен Флечер, по сценарију Двејна Адлера и Мелисе Розенберг. Главне улоге глуме Ченинг Тејтум, Џена Деван, Марио, Дру Сидора, Дамејн Радклиф и Рејчел Грифитс.
Смештен у Балтимору, филм прати причу о Тајлеру Гејџу (Тејтум) и привилегованој модерној плесачици Нори Кларк (Деван). Схвативши да имају само једну шансу, коначно раде заједно.
Премијерно је приказан 11. августа 2006. године. Добио је углавном негативне критике, али је остварио комерцијални успех, зарадивши 114,2 милиона долара наспрам буџета од 12 милиона долара. Изнедрио је франшизу коју чине четири наставка и телевизијска серија.

## Радња
Тајлер Гејџ (Ченинг Тејтум) је целог живота растао на суровим улицама града и зна да ће тамо тешко успети. Пошто после сукоба са законом заврши на друштвено-корисном раду у мерилендској уметничкој школи, све се мења. Ту упознаје Нору (Џена Деван), тамошњу примабалерину, заводљиву диву која очајнички тражи некога ко ће заменити њеног повређеног партнера пре важне школске приредбе. Потајно гледајући Тајлера, Нора примећује да он има природни дар. Одлучује да покуша са њим, али када почну са тренинзима, тензија међу њима расте до неслућених висина. Једино што стоји између Тајлера и празнине јесу његови снови о томе како ће се склонити са улице — а једино што стоји на путу Нориној очигледно бриљантној будућности јесте поменута дипломска приредба. Тајлер ће имати само једну прилику да докаже Нори и себи да може да ухвати ритам са животом већим него што је икада замишљао.

## Улоге
| Глумац           | Улога             |
| ---------------- | ----------------- |
| Ченинг Тејтум    | Тајлер Гејџ       |
| Џена Деван       | Нора Кларк        |
| Марио            | Мајлс Дарби       |
| Дру Сидора       | Лусил Авила       |
| Дамејн Радклиф   | Маркус Картер     |
| Де’Шон Вошингтон | Скини Картер      |
| Алисон Стонер    | Камила            |
| Рејчел Грифитс   | директорка Гордон |
| Џош Хендерсон    | Брет Долан        |
|                  | Омар              |
| Дирдри Лавџој    | Кетрин Кларк      |
| Џејми Скот       | Колин             |